# André Masset
Pour les articles homonymes, voir Masset.
André Masset, né le 24 novembre 1910 à Montdidier et mort le 30 août 1975 à Antibes, est un footballeur français.

## Carrière
Natif de la Somme, André Masset débute à l'Amiens Athlétic Club en équipe première en 1929 à tout juste 19 ans. Il joue attaquant, puis défenseur, et devient international militaire français pendant l'hiver 1932. Il dispute 51 matchs officiels pour 6 buts avec l'Amiens AC.
Il est recruté en novembre 1932 par l'Olympique d'Antibes, pour y jouer défenseur, peu après la création du championnat de France professionnel. Mais les transferts de joueur amateur vers les clubs professionnels étant interdits en cours de saison, le contrat n'est pas homologué, d'autant que le club d'Amiens proteste. Son statut est alors bloqué et il doit faire une saison blanche, le club amiénois ne parvenant pas à faire requalifier son joueur pour rejouer comme amateur.
Masset fait finalement à Antibes toute sa carrière professionnelle (l'Olympique étant rebaptisé « FC Antibes » entre 1933 et 1940), pendant six saisons en première division, puis pendant les championnat de guerre, et entre 1945 et 1947 en deuxième division. Il en est le joueur comptant le plus d'apparitions (168). 
Il y joue jusqu'au début des années 1950, à un niveau amateur, et meurt à Antibes en 1975.